# Выборы губернатора Костромской области (2015)
Досрочные выборы губернатора Костромской области состоялись в Костромской области 13 сентября 2015 года в единый день голосования. Одновременно прошли выборы в Костромскую областную думу, городскую думу Костромы, глав ряда муниципальных образований.
На 1 июля 2015 года в Костромской области было зарегистрировано 545 447 избирателей.

## Предшествующие события
Предыдущие выборы губернатора Костромской области состоялись в декабре 2000 года и прошли в два тура (10 и 24 декабря). Тогда на второй срок был переизбран Виктор Шершунов (КПРФ, поддержан НПСР). 8 января 2001 года он вступил в должность на пятилетний срок.
Следующие выборы губернатора ожидались в декабре 2005 года, однако с 1 января 2005 года выборы глав регионов по всей России были заменены на утверждение региональным заксобранием вносимой президентом кандидатуры. Второй губернаторский срок Шершунова истекал в январе 2006 года,
но уже в апреле 2005 он досрочно обратился к президенту России с просьбой о доверии. Президент Владимир Путин назначил (через процедуру утверждения областной думой) Шершунова на третий срок. 11 мая 2005 тот вступил в должность.
В сентябре 2007 года Виктор Шершунов погиб в ДТП. Новым губернатором в октябре 2007 президент назначил сенатора от Алтайского края Игоря Слюняева.
Пятилетний срок Слюняева истекал в октябре 2012 года, однако 13 апреля 2012 года он досрочно ушёл в отставку по собственному желанию. Временно исполняющим обязанности президент России Дмитрий Медведев назначил руководителя Роскомнадзора Сергея Ситникова. 25 апреля президент Медведев внёс кандидатуру Ситникова в Костромскую областную думу. 28 апреля Ситников был единогласно утверждён губернатором и в тот же день вступил в должность на срок 5 лет. А в мае 2012 президент Дмитрий Медведев подписал закон, возвращавший в России прямые выборы глав регионов. Закон вступил в силу 1 июня 2012 года.
Полномочия Ситникова истекали в апреле 2017 года, однако уже в мае 2015 он досрочно подал в отставку и при этом попросил у президента Путина разрешения баллотироваться вновь (в иных случаях закон это запрещает). Путин разрешение дал и назначил Ситникова врио губернатора до вступления в должность избранного на выборах.

## Ключевые даты
- 4 июня 2015 Костромская областная дума назначила выборы на единственно возможную дату — 13 сентября 2015 года (единый день голосования)[8]
  - 5 июня опубликован расчёт числа подписей, необходимых для регистрации кандидата[9]
  - следующие 20 дней (с 5 по 25 июня) — период выдвижения кандидатов
  - агитационный период начинается со дня выдвижения кандидата и прекращается за одни сутки до дня голосования
- со дня выдвижения по 29 июля — период сбора подписей муниципальных депутатов и регистрация (с 14 июля) заявлений кандидатов в избирательной комиссии.
- с 15 августа по 11 сентября — период агитации в СМИ
- 12 сентября — день тишины
- 13 сентября — день голосования

## Выдвижение и регистрации кандидатов

### Право выдвижения
Губернатором Костромской области согласно уставу может быть избран гражданин Российской Федерации достигший возраста 30 лет.
В Костромской области кандидаты выдвигаются только политическими партиями, имеющими в соответствии с федеральными законами право участвовать в выборах. Самовыдвижение не допускается.
У кандидата не должно быть гражданства иностранного государства либо вида на жительство в какой-либо иной стране.

### Муниципальный фильтр
1 июня 2012 года вступил в силу закон, вернувший прямые выборы глав субъектов Российской Федерации. Однако был введён так называемый муниципальный фильтр. Всем кандидатам на должность главы субъекта РФ (как выдвигаемых партиями, так и самовыдвиженцам), согласно закону, требуется собрать в свою поддержку от 5 % до 10 % подписей от общего числа муниципальных депутатов и избранных на выборах глав муниципальных образований, в числе которых должно быть от 5 до 10 депутатов представительных органов муниципальных районов и городских округов и избранных на выборах глав муниципальных районов и городских округов. Муниципальным депутатам представлено право поддержать только одного кандидата.
В Костромской области кандидаты должны собрать подписи 8 % муниципальных депутатов и глав муниципальных образований. Среди них должны быть подписи депутатов районных и городских советов и (или) глав районов и городских округов в количестве 8 % от их общего числа. Кроме того, кандидат должен получить подписи не менее чем в трёх четвертях районов и городских округов.
По расчёту избирательной комиссии каждый кандидат должен собрать подписи от 159 до 166 депутатов всех уровней и глав муниципальных образований, из которых от 41 до 44 — депутатов райсоветов и советов городских округов и глав районов и городских округов. При этом нужно собрать подписи не менее чем в 23 районах из 30.

### Кандидаты в Совет Федерации
С декабря 2012 года действует новый порядок формирования Совета Федерации. Так каждый кандидат на должность губернатора при регистрации должен представить список из трёх человек, первый из которых, в случае избрания кандидата, станет сенатором в Совете Федерации от правительства региона.

## Кандидаты
| Кандидат           | Должность (на момент выдвижения) | Партия выдвижения   | Статус          | Кандидаты в Совет Федерации |
| ------------------ | --- | ------------------- | --------------- | --------------------------- |
| Валерий Ижицкий    | депутат Костромской областной Думы, заместитель председателя Думы, Председатель комитета по вопросам государственного устройства и местного самоуправления | КПРФ                | зарегистрирован | Николай Солодчук            |
| Валерий Ижицкий    | депутат Костромской областной Думы, заместитель председателя Думы, Председатель комитета по вопросам государственного устройства и местного самоуправления | КПРФ                | зарегистрирован | Вячеслав Головников         |
| Валерий Ижицкий    | депутат Костромской областной Думы, заместитель председателя Думы, Председатель комитета по вопросам государственного устройства и местного самоуправления | КПРФ                | зарегистрирован | Надежда Шелепова            |
| Юрий Кудрявцев     | депутат Костромской областной Думы, председатель комитета по образованию, культуре, молодежной политике, спорту и туризму                                  | ЛДПР                | зарегистрирован | Андрей Борисов              |
| Юрий Кудрявцев     | депутат Костромской областной Думы, председатель комитета по образованию, культуре, молодежной политике, спорту и туризму                                  | ЛДПР                | зарегистрирован | Руслан Батурин              |
| Юрий Кудрявцев     | депутат Костромской областной Думы, председатель комитета по образованию, культуре, молодежной политике, спорту и туризму                                  | ЛДПР                | зарегистрирован | Степан Волков               |
| Сергей Петухов     | депутат Костромской областной Думы, руководитель Аппарата Регионального отделения партии                                                                   | Справедливая Россия | зарегистрирован | Андрей Озеров               |
| Сергей Петухов     | депутат Костромской областной Думы, руководитель Аппарата Регионального отделения партии                                                                   | Справедливая Россия | зарегистрирован | Александр Плюснин           |
| Сергей Петухов     | депутат Костромской областной Думы, руководитель Аппарата Регионального отделения партии                                                                   | Справедливая Россия | зарегистрирован | Галина Задумова             |
| Сергей Ситников    | врио губернатора Костромской области | Единая Россия       | зарегистрирован | Николай Журавлёв            |
| Сергей Ситников    | врио губернатора Костромской области | Единая Россия       | зарегистрирован | Александр Наумов            |
| Сергей Ситников    | врио губернатора Костромской области | Единая Россия       | зарегистрирован | Валерия Стрелец             |
| Александр Тарабрин | заместитель директора Областного Дома народного творчества                                                                                                 | Казачья партия      | зарегистрирован | Анатолий Алексеев           |
| Александр Тарабрин | заместитель директора Областного Дома народного творчества                                                                                                 | Казачья партия      | зарегистрирован | Виталий Буков               |
| Александр Тарабрин | заместитель директора Областного Дома народного творчества                                                                                                 | Казачья партия      | зарегистрирован | Виктор Моршенченко          |
| Георгий Тащиев     | пенсионер | Города России       | зарегистрирован | Сергей Гончаров             |
| Георгий Тащиев     | пенсионер | Города России       | зарегистрирован | Борис Климов                |
| Георгий Тащиев     | пенсионер | Города России       | зарегистрирован | Валерий Деревянко           |

## Итоги выборов
| Место                       | Место                       | Кандидат                    | Партия                      | Голосов | %       |
| --------------------------- | --------------------------- | --------------------------- | --------------------------- | ------- | ------- |
|                             | 1.                          | Сергей Ситников             | Единая Россия               | 127 977 | 65,62 % |
|                             | 2.                          | Валерий Ижицкий             | КПРФ                        | 41 785  | 21,43 % |
|                             | 3.                          | Сергей Петухов              | Справедливая Россия         | 9188    | 4,71 %  |
|                             | 4.                          | Юрий Кудрявцев              | ЛДПР                        | 8501    | 4,36 %  |
|                             | 5.                          | Георгий Тащиев              | Города России               | 1560    | 0,80 %  |
|                             | 6.                          | Александр Тарабрин          | Казачья партия              | 987     | 0,51 %  |
| Недействительных бюллетеней | Недействительных бюллетеней | Недействительных бюллетеней | Недействительных бюллетеней | 5015    | 2,57 %  |
| Всего                       | Всего                       | Всего                       | Всего                       | 195 013 | 100 %   |
|                             |                             |                             |                             |         |         |
| Действительных бюллетеней   | Действительных бюллетеней   | Действительных бюллетеней   | Действительных бюллетеней   | 189 998 | 97,43 % |
| Явка                        | Явка                        | Явка                        | Явка                        | 195 013 | 35,76 % |
| Общее число избирателей     | Общее число избирателей     | Общее число избирателей     | Общее число избирателей     | 545 379 |         |